# The Essential Iron Maiden
The Essential Iron Maiden è la quarta raccolta del gruppo musicale britannico Iron Maiden, pubblicato il 5 luglio 2005 dalla Sanctuary Records e dalla Columbia Records.

## Tracce
CD 1
1. Paschendale – 8:26 (Steve Harris, Adrian Smith)
2. Rainmaker – 3:48 (Bruce Dickinson, Steve Harris, Dave Murray)
3. The Wicker Man – 4:35 (Bruce Dickinson, Steve Harris, Adrian Smith)
4. Brave New World – 6:18 (Bruce Dickinson, Steve Harris, Dave Murray)
5. Futureal – 2:56 (Blaze Bayley, Steve Harris)
6. The Clansman – 8:59 (Steve Harris)
7. Sign of the Cross – 11:16 (Steve Harris)
8. Man on the Edge – 4:11 (Blaze Bayley, Janick Gers)
9. Be Quick or Be Dead – 3:23 (Bruce Dickinson, Janick Gers)
10. Fear of the Dark (Live) – 7:52 (Steve Harris)
11. Holy Smoke – 3:47 (Bruce Dickinson, Steve Harris)
12. Bring Your Daughter... To the Slaughter – 4:43 (Bruce Dickinson)
13. The Clairvoyant – 4:26 (Steve Harris)

CD 2
1. The Evil That Men Do – 4:34 (Bruce Dickinson, Steve Harris, Adrian Smith)
2. Wasted Years – 5:06 (Adrian Smith)
3. Heaven Can Wait – 7:20 (Steve Harris)
4. 2 Minutes to Midnight – 6:00 (Bruce Dickinson, Adrian Smith)
5. Aces High – 4:29 (Steve Harris)
6. Flight of Icarus – 3:51 (Bruce Dickinson, Adrian Smith)
7. The Trooper – 4:12 (Steve Harris)
8. The Number of the Beast – 4:52 (Steve Harris)
9. Run to the Hills – 3:54 (Steve Harris)
10. Wrathchild – 2:55 (Steve Harris)
11. Killers – 5:01 (Paul Di'Anno, Steve Harris)
12. Phantom of the Opera – 7:06 (Steve Harris)
13. Running Free (Live) – 8:43 (Paul Di'Anno, Steve Harris)
14. Iron Maiden (Live) – 4:49 (Steve Harris)

## Formazione
Gruppo
- Bruce Dickinson – voce (CD 1: tracce 1-4, 9-13; CD 2: tracce 1-9, 13-14)
- Blaze Bayley – voce (CD 1: tracce 5-8)
- Paul Di'Anno – voce (CD 2: tracce 10-12)
- Dave Murray – chitarra
- Adrian Smith – chitarra (CD 1: tracce 1-4, 13; CD 2: tracce 1-11, 13-14)
- Janick Gers – chitarra (CD 1: tracce 1-12)
- Dennis Stratton – chitarra (CD 2: traccia 12)
- Steve Harris – basso
- Nicko McBrain – batteria (CD 1: tutte le tracce; CD 2: tracce 1-7)
- Clive Burr – batteria (CD 2: tracce 8-12)

Altri musicisti
- Michael Kenney – tastiera